# Сімона Вейль
Сімона Вейль (фр. Simone Weil, 3 лютого 1909, Париж, Франція — 24 серпня 1943, Ешфорд, Кент, Велика Британія) — французька філософиня, християнська містикиня та громадська активістка, активістка французького Руху Опору та профспілкового руху, письменниця, перекладачка, авторка щоденників, автобіографка. Більшість її творів опубліковані посмертно.
Активно брала участь у політичних рухах свого часу. Багато писала з притаманним їй розумінням і широтою спочатку про політичний рух, в який була заанґажована, а потім про духовну містику. Біографка Сімони Вейль Ґабріела Фіорі писала, що Вейль була «моральним генієм на орбіті етики, генієм потужного революційного діапазону».

## Життєпис
Сімона Вейль народилася в Парижі в сім'ї ельзаських євреїв-агностиків, які врятувалися втечею після анексії Ельзасу-Лотарингії Німеччиною. Обділеною в дитинстві не була, оскільки батько працював лікарем. Її єдиним братом був Андре Вейль, пізніше математик. 
Протягом усього життя Вейль страждала від сильного головного болю, синуситів і поганої координації, що, можливо, відбилося її філософії. Її аскетичний спосіб життя, замкнутість і ексцентричність часом заважали спілкуватися з іншими, проте в неї не виникало труднощів в освіті та інтелектуальній праці. 

### Інтелектуальне життя

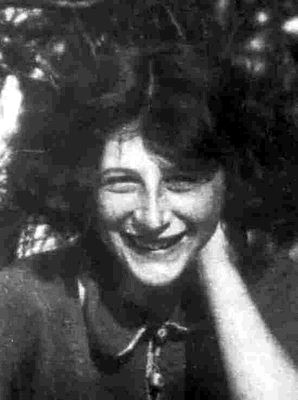
Сімона Вейль, 1922

Вейль швидко вчилася, у 12 років вже опанувала старогрецьку мову. Незабаром, після прочитання Бхагават Гіти опанувала санскрит. Подібно до мислителя Відродження Піко делла Мірандоли інтереси Вейль стосовно релігій мали універсалістський характер. Вона намагалася осягнути кожну релігійну традицію як виразницю трансцендентної мудрості.
Початкову освіту здобувала в ліцеї Генріха IV під керівництвом Еміля Шартьє, що згодом став філософом, відомим під псевдонімом «Ален». 1928 року Вейль посіла перше місце на вступних іспитах до Вищої нормальної школи. Сімона де Бовуар, найзнаменитіша з однолітків Сімони Вейль, зайняла друге місце. Тоді ж Вейль викликала до себе увагу радикалізмом думок. Вона набула прізвиська «Червона діва» і «Марсіанська».
У Вищій нормальній школі Вейль вивчала філософію. Диплом здобула в 1931 році.
Надалі викладала філософію в середній школі для дівчаток у Ле-Пюї, цу було її основним місцем роботи протягом життя.

### Політичний активізм
Вейль часто вдавалася до дій на підтримку робітничого класу. У 1915 році, коли їй було 6 років, вона відмовилася від вживання цукру на знак солідарності з військами, які окопалися вздовж Західного фронту. У 1919, в 10 років, вона оголосила себе більшовичкою. У пізньому підлітковому віці стала брати участь в робітничому русі. Вона писала політичні трактати, брала участь у демонстраціях, виступала за права трудящих, ідентифікуючи себе марксисткою, пацифісткою і профспілковою діячкою. Під час роботи в Ле-Пюї заангажувалася до місцевої політичної діяльності, підтримки безробітних та робітників, що страйкують, попри критику деяких з них. В цей час з'являються її перші публікації з соціальних і економічних питань, у тому числі стосовно пригнічення і свободи, та численні короткі статті для журналів профспілки.

## Філософські погляди
Крім християнства, на переконання Симони Вейль вплинули юдейський і давньогрецький містицизм, індуїзм і буддизм. Проте Вейль негативно ставилася до обрядової сторони релігії. Головну увагу вона приділяла питанню страждання, особливо стражданню невинних. У ранній період Вейль підходила до цього питання з позицій марксизму і соціалізму, вважаючи за необхідне соціальну перебудову суспільства. Пізніше вона сфокусувалася на необхідності відновлення зв'язків людини з природою і суспільством, «коренів», які в сучасному суспільстві розкладає вплив грошей, влади та ідеології. Одним з методів відновлення коренів Вейль вважає «одухотворення праці», уподібнюючи працю смерті та причастю.

### Містицизм у праці «Тяжкість і благодать»
«Тяжкість і благодать» (фр. La Pesanteur et la Grâce) — одна з книг, яка найбільше пов’язується із Сімоною Вайль, хоча видана без її згоди. Швидше за все, робота складається з різних уривків, вибраних із зошитів Вейль та тематично упорядкованих Гюставом Тібоном. Вейль передала Тібону, з яким підтримувала дружні стосунки, кілька своїх зошитів, написаних до травня 1942 року, але без прохання видати їх. Тібон, побожний католик, значно вплинув на фінальну роботу, вибираючи та редагуючи уривки.
Передмова Т. С. Еліота до «The Need for Roots» припускає, що Вейль можна розглядати як сучасну маркіоністку, через її фактично суцільну відмову від Старого Завіту та загальну неприязнь до юдаїзму, який був технічно її походженням. Її племінниця Сільві Вейль і біограф Томас Р. Невін намагалися, навпаки, продемонструвати, що Вейль не відкидала юдаїзм і зазнала сильного впливу його приписів.

#### Відсутність
Відсутність є ключовим образом для її метафізики, космології, космогонії та теодицеї. Вейль постулювала, що Бог створений актом самообмежування — оскільки Бог задуманий як певна повнота, досконала істота, жодне створіння не може існувати, крім тих випадків, коли Бога не було. Таким чином творіння відбулося лише тоді, коли Бог частково відступив. Ця ідея зображає цімцум, центральне поняття в єврейському сюжеті містичного творіння.
Для Вейль це оригінальний кенозис («порожнеча»), що передує кенозису Христа. Отже, ми народжуємось у якомусь проклятому становищі не завдяки первородному гріху як такому, а тому, щоб бути створеними взагалі, ми мали бути саме тим, чим Бог не є, тобто ми повинні були бути протилежністю до того, що є святим (див. апофатична теологія).
Це уявлення про творіння є наріжним каменем теодицеї Вейль, оскільки, якщо творіння сприймається таким чином (як те, яке неминуче містить в собі зло), то немає проблеми проникнення зла в досконалий світ. Це також не є обмеженням всемогутності Бога, якщо справа не в тому, що Бог не міг створити досконалий світ, а в тому, що дія, про яку ми говоримо, кажучи «створити», за самою своєю суттю має на увазі неможливість досконалості.
Однак це уявлення про необхідність зла не означає, що ми просто спочатку і постійно приречені, навпаки, Вейль говорить нам, що «Зло — це форма, яку милосердя Бога приймає в цьому світі». Вейль вважала, що зло і його наслідки, недуга, виконали роль вигнання нас від самих себе і до Бога: «Найсильніше лихо, яке наздоганяє людей, не створює людських страждань, воно просто розкриває їх».

#### Страждання
Концепція страждання (malheur) Вейль виходить за рамки простого страждання, хоча, безумовно, включає його. Тільки деякі душі здатні пережити всю глибину скорботи; ті ж душі, які також найбільш здатні випробувати духовну радість. Нещастя — це свого роду страждання «плюс», яке виходить за межі тіла і розуму; такі фізичні й душевні страждання батожать саму душу.
Війна і пригнічення були найсильнішими стражданнями в межах досяжності Вейль; щоб випробувати це, вона звернулася до життя фабричного робітника, а щоб зрозуміти, до Гомерівської Іліади (Її есе «Іліада або Поема сили», вперше перекладене Мері Маккарті, являє собою твір гомерівської літературної критики). Нещастя було пов'язане як з необхідністю, так і з випадковістю — воно загрожувало необхідністю, тому що було жорстко вбудоване в саме існування. Таким чином воно нав'язувалося страждальцю з усією силою неминучого, але також було піддане випадковості, оскільки випадок теж є невіддільною частиною природи існування. Елемент випадковості є істотним в несправедливому характері нещастя. Іншими словами, відповідно до традиційної християнської теодицеї, скорбота мусить зазвичай, не кажучи вже про те, щоб завжди, відбуватися з гріха, а без особливої причини.
|                                                                 | Чим краще ми зможемо осягнути повноту радості, тим чистіше і інтенсивніше будуть наші страждання в горі і наше співчуття до інших. ... Страждання і насолода як джерела знання. Змій запропонував знання Адаму і Єві. Сирени пропонували Уліссу знання. Ці історії вчать, що душа губиться через пошук знань в задоволеннях. Чому? Задоволення, можливо, є невинним, за умови, що ми не шукаємо в ньому знання. Шукати це допустимо тільки в стражданнях. |
| — Сімона Вейль, «Тяжкість і благодать» (розділ 16 «Страждання») | |

#### Краса
Для Вейль «прекрасне — це експериментальне підтвердження того, що втілення можливе». Краса, притаманна формі світу (ця невід'ємність доведена для неї в геометрії і виражається в усьому хорошому мистецтві), є доказом того, що світ вказує на щось за його межами. Він встановлює телеолічний характер всього сущого. Її концепція краси поширюється на весь світ: «Ми повинні вірити в те, що Всесвіт прекрасний на всіх рівнях... і що він володіє повнотою краси стосовно тілесної й психічної структури кожного з мислездатних істот, які дійсно такі. Саме цю згоду нескінченності досконалої краси надає трансцендентний характер красі світу... Він (Христос) дійсно присутній в глобальній красі. Любов до цієї краси виходить від Бога, який перебуває в наших душах, і виходить від Бога, присутнього у всесвіті». Вейль також написала, що «краса цього світу — це ніжна посмішка Христа, що приходить до нас через матерію».
Краса також виконувала сотеріологічну функцію для Вейль: «Краса полонить тіло, щоб отримати дозвіл перейти прямо в душу». Таким чином, це є ще один спосіб вторгнення божественної реальності, що стоїть за світом, в наше життя.

## Вибрані праці

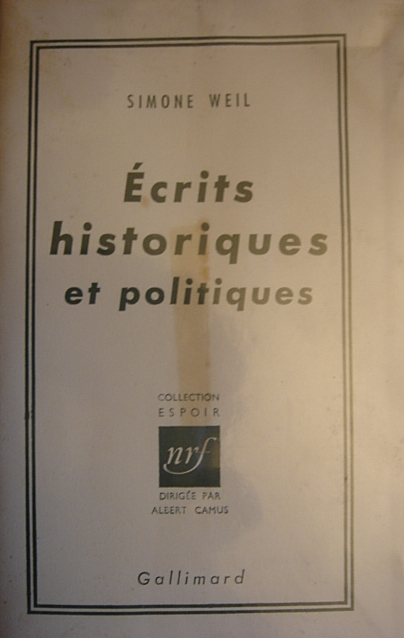
Збірник праць Вейль, виданий Альбером Камю.

- 1932—1942 — Про науку / Sur la science, Paris, Gallimard, 1966. онлайн, Квебекський університет [Архівовано 15 травня 2012 у Wayback Machine.]
- 1933 — Міркування про війну / Réflexions sur la guerre, revue «La Critique sociale», no. 10, Novembre 1933
- 1933—1934 — Урок філософії / Leçons de philosophie (lycée de Roanne 1933—1934), transcrites et présentées par Anne Reynaud-Guérithault, 1ère éd. Paris, Plon, 1959 ; puis Paris UGE, coll. " 10/18 ", 1970. Réédition en 1989
- 1933—1934 — Бортовий журнал / Carnet de bord («en réalité le premier des Cahiers de Simone Weil, et le seul qui soit antérieur à la guerre, il contient essentiellement des esquisses préparatoires aux Réflexions…»). 1ère éd. Oeuvres complètes, t. VI, Gallimard, 1994)
- 1933—1943 — Гноблення і свобода / Oppression et liberté Paris, Gallimard, coll. «Espoir», 1955, 275 p. Regroupe «Perspectives» (1933), «Réflexions sur les causes de la liberté et de l'oppression sociale» (1934), «Чи існує марксистська доктрина?» / «Y a-t-il une doctrine marxiste ?» (1943), etc.  [Архівовано 2 травня 2013 у Wayback Machine.]
- 1934 — Міркування про причини свободи на соціального гноблення / Réflexions sur les causes de la liberté et de l'oppression sociale, revue «La révolution prolétarienne» ; Oeuvres complètes, t. II, 1955. Premier livre (ou grand article) de S. W.
- 1936—1942 — Грецьке джерело / La Source grecque, 1ère éd. Paris, Gallimard, coll. «Espoir», 1953. Extraits, dus à M. et Mme. Weil, ses parents.
- 1937 — Робітнича доля / La Condition ouvrière ; 1ère éd. avec avant-propos d'Albertine Thévenon, Paris, Gallimard, 1951, coll. " Espoir ", 276 p. ; rééd. Gallimard, coll. " Folio ", 2002, 528 p. онлайн, Квебекський університет [Архівовано 15 травня 2012 у Wayback Machine.]. Deuxième livre (ou grand article) de S. W.
- 1939 — Іліада або поема сили / L'Iliade ou le poème de la force (sous le pseudonyme Émile Novis), revue «Les Cahiers du Sud», Marseille, déc. 1940-janv. 1941. Troisième livre (ou grand article) de S. W.  [Архівовано 10 лютого 2009 у Wayback Machine.]
- 1940 — Зауваження про загальне придушення політичних партій / Note sur la suppression générale des partis politiques, 1ère éd. 1950 ; Paris, Climats, 2006.  [Архівовано 8 травня 2012 у Wayback Machine.]
- 1940—1942 — Зошити I / Cahiers. I (dès oct. 1940, à Marseille), 1ère éd. (par Simone Pétrement) Paris, Plon, coll. " L'Épi ", 1951 ; nouvelle éd. revue et augmentée (par Florence de Lussy), Gallimard, 1970.
- 1940—1942 — Зошити II / Cahiers. II, 1ère éd. Paris, Plon, 1953, coll. " L'Épi "; nouvelle éd. revue et augmentée, 1972.
- 1940—1942 — Тяжкість і благодать / La Pesanteur et la Grâce (extraits des 11 Cahiers écrits à Marseille entre oct. 1940 et avril 1942, confiés à Gustave Thibon en avril 1942), préface de Gustave Thibon, Paris, Plon, 1947, 208 p. Premiers extraits, dus à Gustave Thibon.
- 1940—1943 — Невпорядковані думки щодо любові до Бога / Pensées sans ordre concernant l'amour de Dieu, Paris, Gallimard, 1962.
- 1941—1942 — Дохристиянська інтуїція / Intuitions pré-chrétiennes, Paris, La Colombe, 1951, Éd. du Vieux-Colombier. Extraits, dus au Père Perrin.
- 1942 — Лист до релігійної людини / Lettre à un religieux, Paris, Gallimard, coll. " Espoir ", 1951 ; nouvelle éd. Paris, Seuil, coll. " Livre de Vie ", 1974.
- 1942 — Очікування Бога / Attente de Dieu (lettres de janv. à mai 1942 au Père J.-M. Perrin), introduction de Joseph-Marie Perrin, O. P., 1ère éd. Paris, La Colombe, Éd. du Vieux Colombier, 1950, 344 p. ; rééd. Paris, Fayard, 1966. Extraits, dus au Père Perrin онлайн, Квебекський університет [Архівовано 2 травня 2013 у Wayback Machine.]
- 1942—1943 — Надприродне знання / La connaissance surnaturelle, 1ère éd. (par Albert Camus) Paris Gallimard coll. «Espoir», 1950, 337 p. ; rééd. Oeuvres complètes, t. VI, vol. 4, 2006, 656 p. : Cahiers, juillet 1942-juillet 1943, La connaissance surnaturelle (Cahiers de New York et de Londres)
- 1943 — Агонія цивілізації, яку видно в епічній поемі / «L'agonie d'une civilisation vue à travers un poème épique» et «En quoi consiste l'inspiration occitanienne» dans le numéro spécial des Cahiers du Sud consacré au «Génie d'Oc et (au) monde méditerranéen» (sous le pseudonyme Émile Novis)
- 1943 — Укорінення / L'Enracinement, Prélude à une déclaration des devoirs envers l'être humain, 1ère éd. (due à Albert Camus) Paris, Gallimard, coll. " Espoir ", 1949, 381 p. ; rééd. Gallimard, coll. «Folio essais», 1990, 384 p. онлайн, Квебекський університет [Архівовано 8 лютого 2019 у Wayback Machine.]
- 1940 — Урятована Венеція / Venise sauvée, 1ère éd. Gallimard, coll. «Espoir», 1955.
- 1940—1942 — Зошити III / Cahiers. III, 1ère éd. Paris, Plon, 1956, coll. " L'Épi "; nouvelle éd. revue et augmentée, 1974.
- 1943 — Лондонські тексти й останні листи / Écrits de Londres et dernières lettres, Paris, Gallimard, 1957, coll. " Espoir ", 416 p.
- 1960 — Історичні й політичні праці / Écrits historiques et politiques, Paris, Gallimard, coll. " Espoir ", 1960. онлайн, Квебекський університет [Архівовано 2 травня 2013 у Wayback Machine.]

### Переклади українською
- Сила. Згода. Справедливість. Любов. Зло. Shrapnel publisher (Львів 2024) переклад Леоніда Кононовича. ISBN 978-617-95376-1-5 Укорінення. Лист до клірика. Київ 1998. Дух і літера (російською мовою) ISBN 5-91743-052-1